# Anambe jezik
Anambe jezik (Anambé; ISO 639-3: aan), jezik istoimenog plemena Anambé porodice tupi-Guarani koji se govori uz rijeku Cairari (pritok rijeke Moju), brazilske države Pará.
Srodanost s jezikom Asuriní. Svega sedam govornika (1991 SIL) od 77 etničkih (1993 SIL). Danas se većina služi portugalskim.

## Vanjske poveznice
- Ethnologue (14th)
- Ethnologue (15th)